# Xã Cushing, Quận Morrison, Minnesota
Xã Cushing (tiếng Anh: Cushing Township) là một xã thuộc quận Morrison, tiểu bang Minnesota, Hoa Kỳ. Năm 2010, dân số của xã này là 714 người.